# رمز النوع الاجتماعي

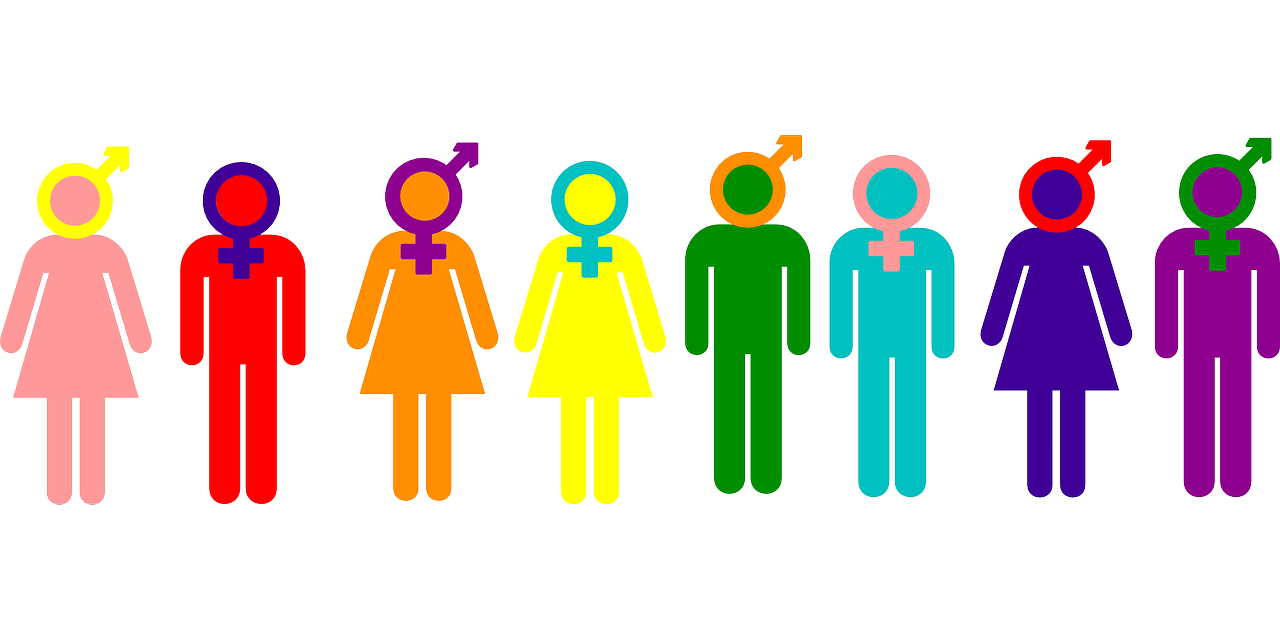
صورة توضح بعض من رموز نوع الجنس الإجتماعي الشائعة، التي تُستخدم للتعبير عن الهوية الجنسية والتوجه الجنسي وحتى النوع الإجتماعي.

رمز النوع الاجتماعي هو رسم صوري أو صورة رمزية يُستخدم للدلالة على جنس أو النوع (مصطلح للتمييز تم إنشاؤه في علم الاجتماع في خمسينيات القرن العشرين) في كل من علم الأحياء، والطب، وعلم الأنساب أو الاصطفاء الاصطناعي، أو في علم الاجتماع، وسياسات الهوية، وثقافة إل جي بي تي الفرعية.
استخدام الرموز للدلالة على الإناث والذكور في دورات المياه العامة أصبح منتشرًا منذ بداية ستينيات القرن الماضي.
شَكل رمز مارس ارتبط برمح حديدي الرأس (السلاح الذي يستخدمه الرجال عادةً)، وشكل رمز فينوس ارتبط بمرآة برونزية أو خشبة الغزل (مُرتبطة بالنساء في الماضي).

## في علم الأحياء والطب
رمزا النوع القياسيان هما علامة المريخ ♂ (غالبًا تعبر عن درع أو رمح) للذكر ورمزالزهرة (غالبًا يعتبر بأنه يعبر عن مرآة برونزية بمقبض) للأنثى، مُشتقة من رموز فلكية، تدل عل الالكواكب السيارة، المريخ والزهرة على التوالي. تم استخدامها لأول مرة لتدل جنس الكواكب ( نوع الفرد في سلسة هجينة بما أن معظم الكواكب مخنثة) حسب كارولوس لينيوس عام 1751. 
مازالت هذه الرموز تستخدم في المنشورات العلمية لتدل على جنس الفرد، المريض على سبيل المثال. المخططات الوراثية التي تنشر في الأبحاث العلمية في هذه الأيام تعتمد كثيرًا في استخدامها على المربع للذكور والدائرة للأنثى.
| ♂ | رمز المريخ (U+2642 ♂). رمز للذكر أو الرجل.   |
| ♀ | رمز الزهرة (U+2640 ♀). رمز للأنثى أو المرأة. |

| □       | رمز المربع (U+25A1 □). رمز الذكر في المخطط الوراثي للعائلة. استُخدم المثلث أحياناً. |
| &#x25CB | رمز الدائرة (U+25CB ○). رمز الأنثى في المخطط الوراثي للعائلة.                     |

| ☿ | رمز كوكب عطارد (U+263F ☿) تم استخدام هذا الرمز ليدل على الأنثى العذراء (في التحليل الوراثي على سبيل المثال). كما استخدم أيضًا في علم النبات ليدل على الوردة التي تحمل الأعضاء التكاثرية الأنثوية والذكورية. ☿ استخدم أيضًا رمزا للخنثوية. هيرمافروديتوس ابن هيرميس وأفروديت (عطارد والزهرة). |

## علم الاجتماع
تستخدم هذه الرموز للتمييز في دورات المياه العامة.

الرموز القياسية للمعهد الأمريكي للفنون التخطيطية (AIGA)
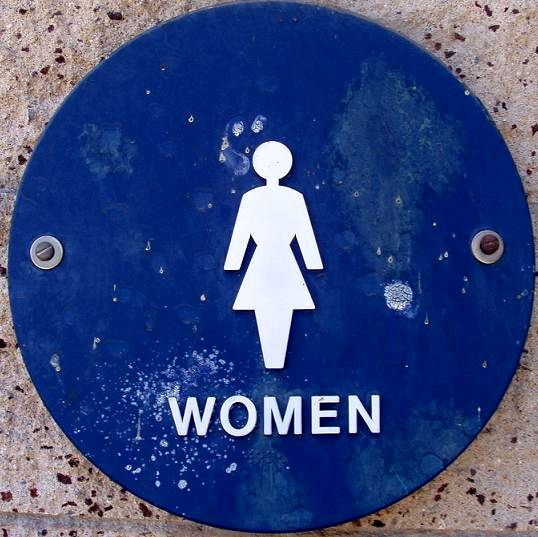
رمز دورات المياه العامة للنساء(ليس ضمن المعهد الأمريكي للفنون التخطيطية)
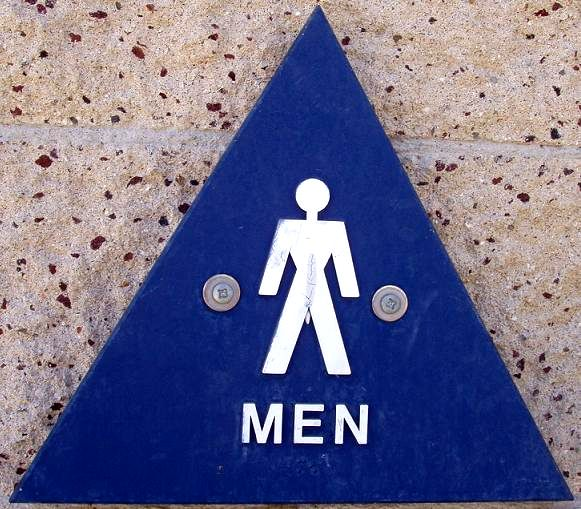
رمز دورات المياه العامة للرجال (ليس ضمن المعهد الأمريكي للفنون التخطيطية)

منذ ثمانيات القرن الماضي، العديد من رموز النوع تم استخدامها للتعبير عن التوجه الجنسي وسياسات الهوية. أول استخدام فعلي كان رمزا ذكر متقاطعان (متشابكان) للتعبير عن المثلية الذكورية. منذ بداية الألفينات العديد من المتغيرات تم إدخالها لسياسة وثقافة الإل بي جي تي بعض من هذه الرموز تم إدخالها إلى جدول اليونيكود ( في قائمة الرموز المتنوعة) بدءً من نسخة رقم 4.1 عام 2005:
| اسم يونيكود                          |    | hex    | dec     | المعنى              |
| ------------------------------------ | -- | ------ | ------- | ------------------- |
| رمزان متداخلان للذكر والأنثى         | ⚤  | U+26A4 | &#9892; | مغايرة جنسية        |
| رمزان للذكر والأنثى                  | ⚥  | U+26A5 | &#9893; | الذكر والأنثى       |
| رمزان متداخلان للذكر                 | ⚣  | U+26A3 | &#9891; | مثلية ذكورية        |
| رمزان متداخلان للأنثى                | ⚢  | U+26A2 | &#9890; | مثليات الجنس        |
| رمز للذكر بخط                        | ⚦  | U+26A6 | &#9894; | تحول جنسي           |
| رمز للذكر بخط ورمز الذكر ورمز الأنثى | ⚧  | U+26A7 | &#9895; | تحول جنسي           |
| رمز دائرة بيضاء متوسطة الحجم         | ⚪︎ | U+26AA | &#9898; | عديم النوع لاجتماعي |